# Cinta magnètica d'àudio

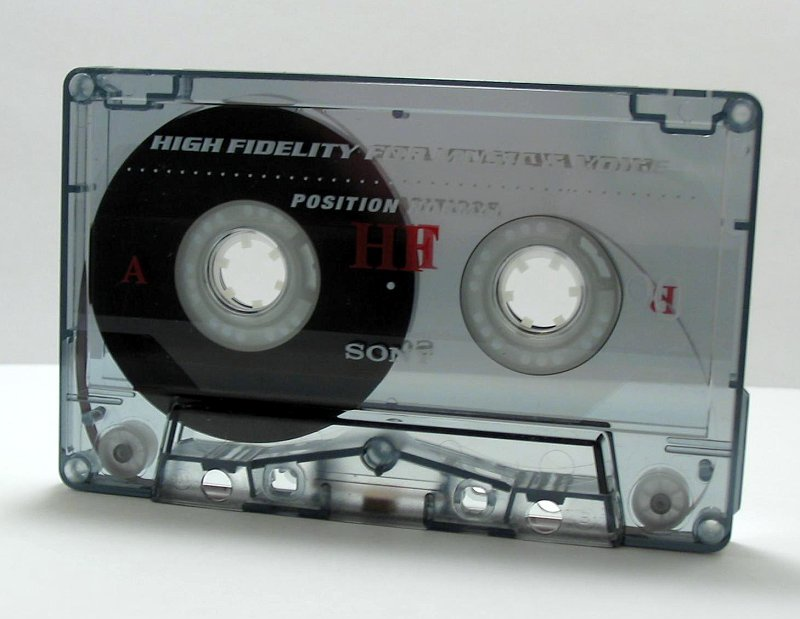
Cinta magnètica d'àudio.

Una cinta magnètica d'àudio és un tipus de cinta magnètica utilitzat per a la reproducció o enregistrament de so.
Per gravar les cintes magnètiques s'utilitza el sistema d'enregistrament magnètic analògic.

## Història
Les primeres cintes magnètiques eren cintes de paper recobertes d'òxid de metall. Es van rebutjar perquè era un suport massa frèvol que es deterioraven amb gran rapidesa.
La multinacional química alemanya BASF (BADISCHE ANILIN UND SODA FABRIK) va exhibir les primeres cintes magnètiques de plàstic en l'Exposició Radiotècnica de Berlín de 1935. Es tractava d'una làmina allargada de material plàstic en la superfície del qual s'afegien partícules ferromagnètiques capaces de retenir el magnetisme induït.
Després de nombroses investigacions, es va popularitzar l'ús de cintes amb una base de polièster i recobriment de plàstic. El polièster es va imposar per la seva gran resistència. Els materials anteriors resultaven deficients perquè s'estironejaven o es trencaven.

## Tipus de cintes magnètiques
Segons sigui la composició de l'emulsió magnètica que cobreix, hi ha quatre tipus de cintes:
Cinta TIPUS I
Són les més antigues i utilitzades, malgrat les millores introduïdes per tipus posteriors. De fet, són anomenades cintes normals per la seva gran difusió.
Tenen un recobriment d'òxid fèrric. (Fe2O3). Hi ha varietat de formulacions específiques segons els fabricants, però és l'òxid fer pocha.
Són les de major volum de producció perquè la seva fabricació és fàcil i econòmica. En ser barates, també tenen una gran demanda.
Cinta TIPUS II
En la dècada de 1960, BASF va presentar un recobriment de diòxid de crom (CrO2) que millorava la resposta en alta freqüència i la relació senyal/soroll (fins a 6 dB pel que fa a les cintes normals).
Últimament, aquestes cintes són fabricades amb un aliatge d'òxid fèrric dopada amb cobalt, per donar-li les característiques de les de diòxid de crom, pel que fa a la millora en alta freqüència i saturació.
Cinta TIPUS III
Aquestes cintes, anomenades cintes de ferro-crom, estan formades per una doble capa. En la superior, de diòxid de crom (o similar) queden registrades les altes freqüències, mentre que la inferior, d'òxid fèrric, es graven les baixes freqüències.
Malgrat que millorava la resposta en alta freqüències, distorsionava en gran manera les mitjanes, motiu pel qual és poc utilitzada. A més, tendien a perdre el recobriment de crom més extern, desprenent un polsera molt difícil d'eliminar dels capçals d'àudio, quedant només la part d'òxid fèrric.
Cinta TIPUS IV
Només les utilitza el format casset.
Es componen de partícules de ferro pur o d'aliatge de ferro, per la qual cosa les hi coneix com a cintes de metall pur.
Van aparèixer en la dècada de 1980, després de nombrosos desenvolupaments infructuosos. En els primers intents, les partícules de ferro, a causa de la seva ínfima grandària es cremaven durant l'enregistrament i resultaven inservibles. Finalment, el problema va poder solucionar-se i les cintes van començar a ser comercialitzades, encara que a un preu més elevat que les cintes normals. (La seva matèria primera requeria major desemborsament i això incrementava el preu normal).
Un altre inconvenient és que les cintes tipus IV no són adequades per als cassets domèstics que no estiguin adaptats a aquest tipus de cinta. La causa, els caps d'enregistrament dels equips no adequats (generalment, les barates) se saturaven abans que ho fes la pròpia cinta a causa dels grans corrents de polarització (Bias) necessàries per induir-los el magnetisme.
Si l'equip les tolerava, les cintes de metall eren les millors. Fonamentalment per dos motius:
- El primer, les cintes de metall pur aconsegueixen fins a 12 dB de millora de la relació senyal/soroll pel que fa a les normals.
- El segon, tenen una bona resposta per a freqüències altes.

En el DAT, la cinta de metall seria la més utilitzada com a format R-DAT.

## La cinta de bobina oberta
Plantilla:Ap
És la cinta que utilitza el magnetòfon.
Totes les cintes de bobina oberta porten el nombre de lot imprès sobre la caixa. Així, els professionals poden identificar totes les cintes d'un mateix lot que, en ser fabricades al mateix temps, han de tenir propietats magnètiques idèntiques.
Les cintes per a magnetòfon tenen una dimensió és ¼ de polzada.(excepte les del magnetòfon multipista que són més grans).
Les tapes del rodet protegeixen la cinta de qualsevol dany, per la qual cosa la cinta no ha d'arribar ni a sobrepassar-los ni a tocar-ho. La cintes professionals també es comercialitzen sobre un eix sense tapes, la qual cosa es coneix com a coca.
La cinta de bobina oberta poden tenir diversos espessors.
- Cinta Estàndard (SP): Té un gruix de 50 micres i poden gravar 33 minuts sobre una bobina de 25 cm de diàmetre (a la velocitat de 15 polzades per segon).
- Cinta de llarga durada (LP): Tenen un espessor de 35 micres i poden gravar 48 minuts.
- Cintes de doble durada (DP): No s'utilitzen per a enregistraments professionals perquè es trenquen o estironejen amb facilitat.
- Cintes de triple durada (TP): Tampoc s'utilitzen per a enregistraments professionals, pels mateixos motius que les de doble durada.

- cintes de bobina oberta per a magnetòfons multipista: Sempre van atropellades sobre rodet i tenen major dimensió: ½, 1 o 2 polzades, depenent de les pistes que pugui gravar.

- L'estàndard d'ample per un multipista de 4 pistes és de ½ polzada.
- L'estàndard d'ample per un multipista de 8 pistes és d'1 polzada.
- L'estàndard d'ample per un multipista de 16 pistes és de 2 polzades.
- L'estàndard d'ample per un multipista de 24 pistes és de 2 polzades.

En emmagatzemar les cintes de bobina oberta, cal tenir en compte el denominat efecte copia. És un problema que sobrevé per un mal emmagatzematge de les cintes.
El efecte ressò es dona quan, per contacte entre dues cintes magnètiques, una indueix el seu magnetisme a una altra (o així mateix, d'una capa a una altra adjacent). Aquest efecte ressò, es manifesta en forma de pre-ressò o post-ressò.
- 'Pre-ressò. Se sent per endavant el que hi ha gravat. Per sort, és un senyal de baix nivell.
- Post-ressò. Se sent part del que s'acaba d'escoltar.

El post-ressò és preferible al pre-ressò perquè pot quedar emmascarat amb la reverberació. Com el pre-ressò afortunadament és un senyal de baix nivell.
Aquests desagradables efectes es poden eliminar utilitzant tècniques de reducció de soroll, perquè, com queden abans o després del senyal, l'equip els interpreta com un soroll més.
Per emmagatzemar correctament les cintes el que cal fer és emmagatzemar les cintes "de cua?.
Aquesta expressió vol dir que s'ha de deixar l'última zona gravada a la zona més externa del rodet, és a dir sense rebobinar-la. Tal qual ha quedat després de l'enregistrament o reproducció, deixant una zona verge, sense so.
Si s'emmagatzemen les cintes -de cua-, s'evita que dues zones gravades quedin juntes, doncs sempre es deixa un fragment verge.
Tampoc és convenient rebobinar o bobinar la cinta mitjançant avanç o rebobinatge ràpid, perquè les cintes només tenen un bobinatge uniforme en reproducció o enregistrament.
Emmagatzemar les cintes "de cua" més important del que sembla. Tant, que, fins i tot, s'ha establert una espècie de protocol sobre com ha de fer-se. Després de l'últim senyal gravat s'insereix un tros de cinta vermella que identifica el punt.

## El casset
Plantilla:Ap
Aquest format consta d'una cinta d'1/8 de polzada (3mm) d'ample continguda en un cartutx plàstic. En aquesta amplària es distribueixen 4 pistes que es desplacen a una velocitat de 4?75 cm/s.
En 1963, la casa Philips va llançar al mercat els primers reproductors - gravadors per a cintes de cassets i les primeres cintes en 1963. La cinta magnètica verge va aparèixer en 1965. La cinta verge va ser introduïda de forma massiva per la casa japonesa Maxell, a mitjan 70 i a la fi dels anys 70, Maxell i TDK es repartien el mercat de les cintes verges.
El casset, depenent de la longitud de la cinta, permet diverses durades d'enregistrament. Precisament, el nom de la cinta, ja indica la durada d'aquesta. La més petita, la C5, permet 5 minuts, dos minuts i mig per cara. La més llarga, C120, permet les dues hores d'enregistrament (60 minuts per cara).
A major longitud, més primes són les cintes, amb la finalitat que càpiguen en el mateix cartutx que les de menor longitud. Quan més primes siguin les cintes pitjor s'adaptés a les guies del propi cartutx, la qual cosa pot provocar un mal contacto cap-cinta que pot originar que la cinta s'enrotlli, es desenrotlli i s'enganxi podent espatllar el reproductor. Els fabricants desaconsellen enèrgicament l'ús de C120 i de C90, encara que aquestes últimes en menor mesura.
A més, a major longitud, la cinta pesa més amb el que s'escurça la vida útil del capçal. El deficient contacto cap- cinta també pot provocar pèrdues en resposta en freqüència i altres problemes.

## El cartutx
El cartutx està format per una cinta magnètica infinitat que grava per impulsos que marquen la cinta en el lloc exacte en què comença i acaba l'enregistrament, per després reproduir l'interval exacte.
Els reproductors de cartutxos són les cartutxeres.